# Siorac-de-Ribérac
Siorac-de-Ribérac é uma comuna francesa na região administrativa da Nova Aquitânia, no departamento Dordonha. Estende-se por uma área de 20,64 km². Em 2010 a comuna tinha 252 habitantes (densidade: 12,2 hab./km²).